# مفتاح العالم (فلم)
مفتاح العالم (بالإنجليزية: The Key of the World) فيلم رومانسي بريطاني صامت تم عرضه عام 1918 من بطولة هيذر ثاتشر.

## روابط خارجية
- مفتاح العالم على موقع IMDb (الإنجليزية)
- مفتاح العالم على موقع كينوبويسك (الروسية)